# Regia Kunstfilms Kompagni
Regia Kunstfilms Kompagni er et dansk tidligere filmselskab, der var aktivt i begyndelsen af 1910'erne. Selskabet blev grundlagt i 1910 med det formål, at producere "kunstneriske" film med "rigtige" skuespillere rekrutteret fra Det Kongelige Teater og fra andre prestigefyldte teatre. 
Regia Kunstfilms første produktion var filmen Et Gensyn, der havde de kongelige skuespillere Rasmus Ottesen, Ellen Aggerholm og Adam Poulsen i hovedrollerne. Filmen havde premiere den 10. april 1910 i den nyindrettede københavnske biograf Panoptikon. De fleste af Regias film blev vist i Panoptikon, hvis direktør Sven Lange også skrev flere af manuskripterne til Regias produktioner.
Regia Kunstfilms Kompagni var alene aktiv i få år, og allerede i 1912 blev driften indstillet.

## Film produceret af Regia
1910
- Et Gensyn (manuskript af Thomas P. Krag; premiere i Panoptikon)
- Elskovsleg (manuskript og instruktion Sven Lange, premiere i Panoptikon)
- Barfodsdans (dansefilm)
- Døden (balletfilm, manuskript af den kongelige balletdanser Holger Holm, premiere i Panoptikon)
- Den døde Rotte (manuskript og instruktion Axel Strøm, premiere i Panoptikon)
- Dorian Grays Portræt	(efter Oscar Wildes roman, premiere i Panoptikon)
- Pjerrot og Pjerrette (ballet-pantomine, manuskript og instruktion Xavier de Plane, premiere i Panoptikon)
- Et Menneskeliv (manuskript og instruktion Sven Lange)
- Djævlesonaten	(manuskript Otto Rung, premiere i Panoptikon)

1911
- Kærlighed og Selvmord	(efter forlæg fra Gustav Wied, premiere i Kosmorama i Esbjerg)
- Orientalsk Dans (dansefilm)
- Fabrikantsøn og Proletardreng	(film om spejdere, distribueret af Biorama)

1912
- Boksekamp (dokumentariske optagelser)
- Islandsk Brydning Glima (dokumentariske optagelser)